# ギガース

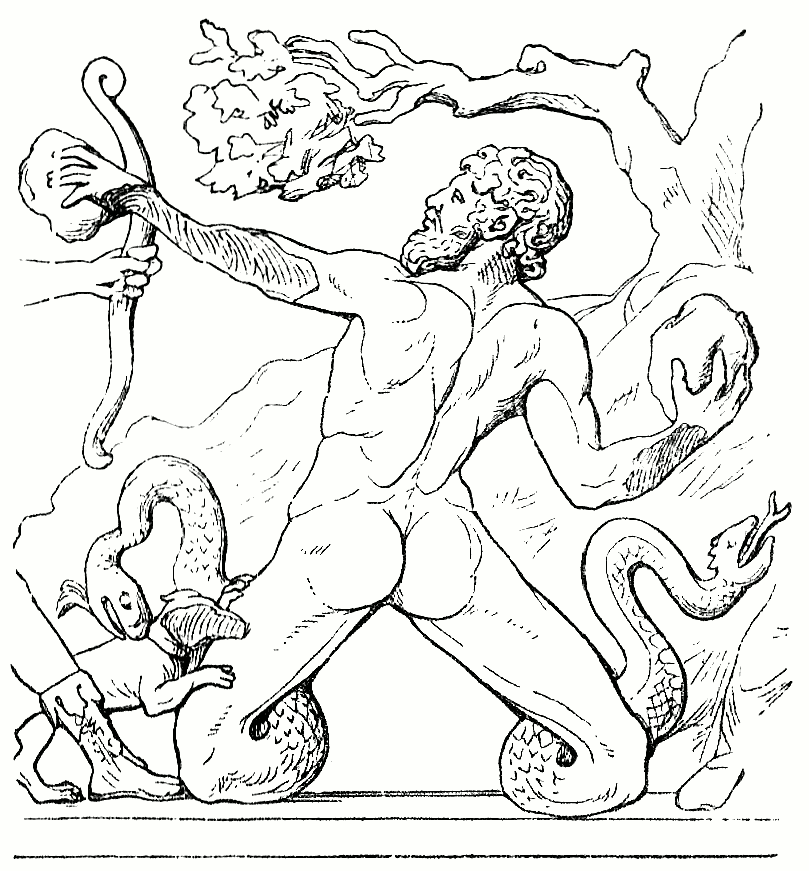
ギガース

ギガース（古希: Γίγας、古代ギリシア語ラテン翻字: Gígas）は、ギリシア神話の巨人を指す言葉である。ただし、この語形は比較的稀で、複数形のギガンテス（古希: Γίγαντες、古代ギリシア語ラテン翻字: Gígantes）で巨人族として言及されることが多い。日本語では長母音を省略してギガスとも呼ばれる。
ゼウスの支配を終わらせようと、山々すら簡単に投げ飛ばす怪力を武器に大軍でオリュンポスの神々に戦いを挑んだ。ギガースは神には殺されない能力を持っていたが、神々によって島や山脈を投げ付けられて封印されたり、半分人間である大英雄ヘーラクレースによって射殺されたりと、結局は惨敗を喫してしまった。

## 概説
ヘーシオドスの『神統記』によれば、ウーラノスがクロノスに男性器を切り落とされた時、そこから滴り落ちた血でガイアがみごもって生まれた種族とされる。トラーキアのパレーネー半島で生まれた。
ティーターノマキアーの後、ガイアが自分の子であるティーターンたちに対する処置が気に入らなかったので、巨人戦争「ギガントマキアー」が起こる。彼らは凄まじく巨大で、山脈や島々を引き裂きながら突き進み、燃え盛る巨大な樫の木や山脈などを武器にして、ゼウスらオリュムポスの神々に戦いを挑んだが、ヘーラクレースを味方につけた神々によって倒されたという。
ギガースは、古くは光り輝く鎧を着込み、槍や剣を持った人間のような姿に描かれたが、のちには上半身が人間、両脚が蛇の姿をした怪物として描かれた。

## 主なギガース
| ギガース         | 古代ギリシア語 | ラテン語   |
| ---------------- | -------------- | ---------- |
| アグリオス       | Ἄγριος         | Agrios     |
| アルキュオネウス | Αλκυονεύς      | Alkyoneus  |
| エウリュトス     | Εὔρυτος        | Eurytos    |
| エウリュメドーン | Εὐρυμέδων      | Eurymedōn  |
| エピアルテース   | Ἐφιάλτης       | Ephialtēs  |
| エンケラドス     | Ἐγκέλαδος      | Enkeladus  |
| グラティオーン   | Γρατίων        | Gration    |
| クリュティオス   | Κλυτίος        | Klytios    |
| トオーン         | Θόων           | Thóōn      |
| パラース         | Πάλλας         | Pallas     |
| ヒッポリュトス   | Ἱππόλυτος      | Hippolytos |
| ポリュボーテース | Πολυβώτης      | Polybōtēs  |
| ポルピュリオーン | Πορφυρίων      | Porphyriōn |
| ミマース         | Μίμας          | Mimās      |

ギガースの名称は、アポロドーロスやヒュギーヌス、ツェツェースらによる文学作品のほか、ギガントマキアーの描かれたペルガモンのレリーフなど芸術作品に添えられたものも含めて数えるとかなりの数になる。オットー・ヴァーザーは異称を含めて160近くの名をあげ、古代の芸術作品上に現れるものだけ掲載している。LIMC 事典は読みが疑わしいものも含めて74の名を挙げている。